# Lago di Sainte-Croix

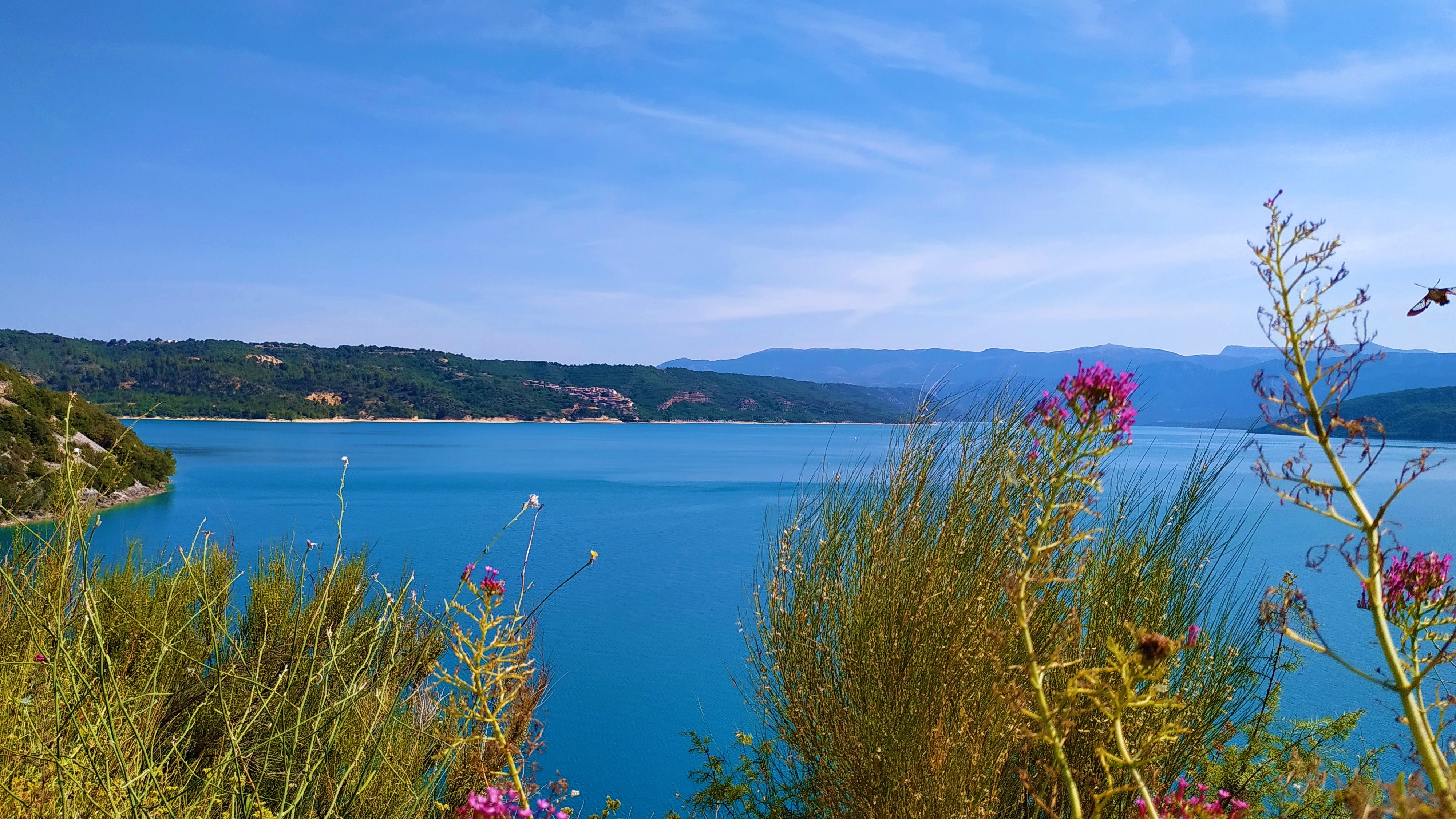
lago di Sainte Croix visto in estate

Il lago di Sainte-Croix (in francese lac de Sainte-Croix) è un bacino artificiale francese creato nel 1973 a seguito della costruzione dello sbarramento del fiume Verdon.
Il lago è situato tra il dipartimento del Varo e il dipartimento delle Alpi dell'Alta Provenza, allo sbocco delle Gole del Verdon e sottostante l'altipiano di Valensole, luogo di coltivazione della lavanda.
Questo bacino è il terzo della Francia per superficie (circa 2 200 ettari). Il lago è diventato un centro di turismo estivo ed è molto frequentato per le diverse attività acquatiche che vi si possono svolgere.
Il film Lo sconosciuto del lago è stato girato sulle sponde del lago di Sainte-Croix.